# Rhys Ifans

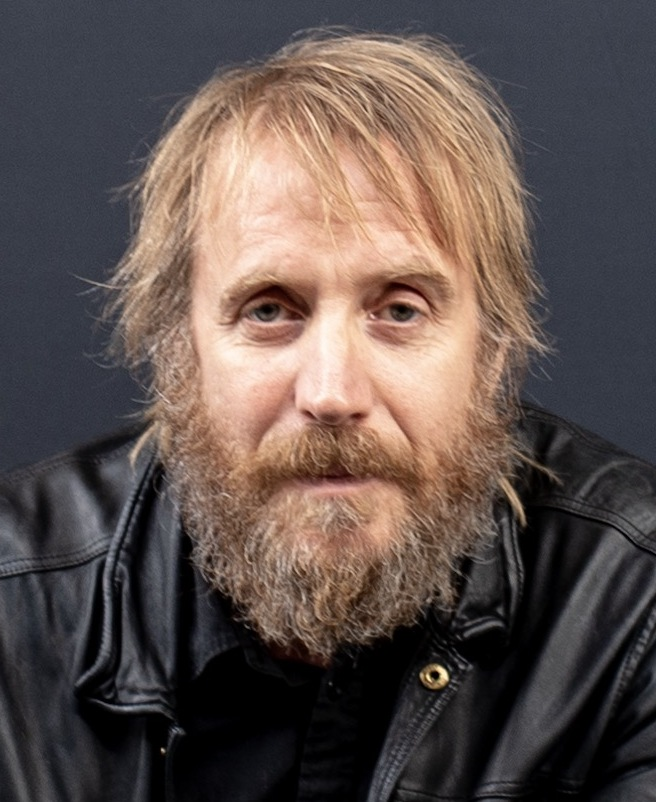
Rhys Ifans (2019)

Rhys Ifans (* 22. Juli 1967 in Haverfordwest, Wales) ist ein britischer Schauspieler.

## Leben
Ifans wuchs in Ruthin (Wales) auf. Seine Muttersprache ist Walisisch. Er besuchte die Ysgol Pentrecelyn und absolvierte die Ysgol Maes Garmon in Mold, an der der Unterricht in walisischer Sprache erfolgte. In Mold besuchte er die Schauspielschule am Theatr Clwyd. Im Alter von 18 Jahren zog er nach London, um an der Guildhall School of Music and Drama zu studieren.

### Theater
Einen seiner ersten Bühnenauftritte hatte er am Theatr Clwyd als Hamlet und danach im Revisor von Nikolai Gogol. Auch in den folgenden Jahren spielte er vor allem Theater, u. a. am Regent’s Park Open Air Theatre, am Donmar Warehouse und dem Royal National Theatre. 1994 war er am Royal Court Theatre in London der Chorus in Senecas Tragödie Thyestes in der Inszenierung von James Macdonald (* 1959).
Weitere Auftritte folgten im Sommernachtstraum im Regent’s Park Theatre sowie in der Uraufführung von Poison Pen im Mai und von Smoke von Rod Wooden im November 1993 am Royal Exchange Theatre in Manchester.
Nach sechs Jahren Abwesenheit vom Theater spielte er 2003 am Donmar Warehouse die Rolle von „Men Behaving Badly“ in der Satire Accidental Death of an Anarchist von Dario Fo. 2006 übernahm er, ebenfalls am Donmare Warehouse, die Titelrolle in Michael Grandages Produktion von Don Juan in Soho, eine Neubearbeitung von Molières Don Juan. 2016 spielte er am Old Vic den Narren an der Seite von Glenda Jackson als Lear in der Inszenierung von König Lear durch Deborah Warner.
2017 stand er wieder im Old Vic auf der Bühne, als Ebenezer Scrooge in Matthew Warchus’ Produktion von A Christmas Carol. 2018 spielte er am Royal National Theatre den König Berenger in Eugene Ionescos Stück Der König stirbt, in der Inszenierung von Patrick Marber und mit Indira Varma als Königin. 2019 brachten das Royal Court und das National Theatre Wales in einer Gemeinschaftsproduktion das Stück On Bear Ridge von Ed Thomas heraus, in dem Ifans die Rolle des Metzgers John Daniel spielte.

### Film und Fernsehen
Seine ersten Auftritte im Fernsehen hatte er in den Jahren 1990 bis 1992 in der Fernsehserie Spatz und 1993 bis 1994 in der Fernsehserie Nightshift. Im Film Streetlife (1995) übernahm er eine der Hauptrollen, im Film August (1996) spielte er neben Anthony Hopkins; in der Komödie Das Chaoten-Kaff (1997) übernahm er wieder eine der Hauptrollen.
International bekannt machte Ifans die Rolle des Spike, des chaotischen Mitbewohners von William Thacker (Hugh Grant) in der Filmkomödie Notting Hill (1999). Im Thriller You Are Dead (1999) spielte er neben John Hurt eine der Hauptrollen, ähnlich wie im Thriller Extreme Risk (2000), in dem er neben Joseph Fiennes und Tara Fitzgerald auftrat. In der American-Football-Komödie Helden aus der zweiten Reihe spielte er den ausgeflippten ehemaligen walisischen Fußballspieler Nigel Gruff. Seine Stimme war neben den Stimmen von Simon Callow, Kate Winslet und Nicolas Cage im Zeichentrickfilm Ein Weihnachtsmärchen (2001) zu hören. Für seine Rolle im Film Liebeswahn – Enduring Love (2004) wurde Ifans für den britischen Empire Award nominiert. Für seine Rolle im Fernsehfilm Not Only But Always gewann er den BAFTA TV Award.
Es folgten weitere Parts (zumeist Nebenrollen) in verschiedenen Filmprojekten wie Hannibal Rising – Wie alles begann, Elizabeth – Das goldene Königreich (beide von 2007) und Mr. Nobody (2009). 2010 spielte Ifans die Hauptrolle des Drogenschmugglers Howard Marks in dem britisch-spanischen Kriminalfilm Mr. Nice. Nachdem er im selben Jahr in Harry Potter und die Heiligtümer des Todes: Teil 1 in einer Nebenrolle als Xenophilius Lovegood auftrat, spielte er 2011 im Shakespeare-Thriller Anonymus von Roland Emmerich die Hauptrolle des „wahren“ Urhebers der Shakespearschen Werke, Edward de Vere. 2012 verkörperte er in der Comicverfilmung The Amazing Spider-Man die Figur des Curt Connors alias Die Echse und damit den Antagonisten des gleichnamigen Titelhelden.
In den folgenden Jahren spielte Ifans zumeist wieder Nebenrollen in diversen Kinofilmen, darunter in der Filmkomödie Broadway Therapy (2014), dem Fantasyfilm Alice im Wunderland: Hinter den Spiegeln und Oliver Stones Biopic Snowden (beide von 2016). 2021 kehrte er in dem MCU-Film Spider-Man: No Way Home ein weiteres Mal in seine alte Rolle als Curt Connors / Die Echse zurück, wobei er allerdings (wie auch Schauspielkollege Thomas Haden Church) aus Termingründen während der Dreharbeiten gar nicht persönlich am Set vor der Kamera stand, sondern lediglich durch CGI-Animation sowie recycelte Szenen aus The Amazing Spider-Man visuell zurück auf die Kinoleinwand gebracht wurde. Im selben Jahr war Ifans zudem in dem Agentenfilm The King’s Man: The Beginning in der Rolle des Grigori Rasputin zu sehen.
Anfang der 1990er-Jahre war Ifans kurzzeitig Sänger der walisischen Musikgruppe Super Furry Animals, auf deren Debütalbum Fuzzy Logic er als Gast auftrat. Im Jahr 2005 spielte er die Hauptrolle in dem Musikvideo The Importance Of Being Idle der britischen Rockband Oasis. Ifans lebt im Londoner Stadtteil Pimlico.
Ab Ende August 2022 spielt er in der Serie House of the Dragon die Rolle des Otto Hohenturm, der „die Hand des Königs“ ist.

## Auszeichnungen
- 2005: BAFTA und Nominierung für einen Emmy als bester Hauptdarsteller in „Not Only but Always“
- 2007: Honory Fellowship der Universität Bangor
- 2015: Ehrendoktor der Universität Swansea[1]

## Filmografie

### Filme
- 1995: Streetlife
- 1996: August
- 1997: The Sin Eater (Fernsehfilm)
- 1997: The Deadness of Dad
- 1997: Twin Town
- 1998: Tanz in die Freiheit (Dancing at Lughnasa)
- 1999: Heart
- 1999: Notting Hill
- 1999: Janice Beard 45 WPM
- 1999: You Are Dead (You’re Dead…)
- 1999: Hooves of Fire (Fernsehfilm)
- 2000: Rancid Aluminium
- 2000: Love, Honour and Obey
- 2000: Kevin und Perry tun es (Kevin & Perry Go Large)
- 2000: Helden aus der zweiten Reihe (The Replacements)
- 2000: Little Nicky – Satan Junior (Little Nicky)
- 2001: Human Nature – Die Krone der Schöpfung (Human Nature)
- 2001: Hotel
- 2001: Ein Weihnachtsmärchen (Christmas Carol: The Movie, Stimme)
- 2001: The 51st State
- 2001: Schiffsmeldungen (The Shipping News)
- 2002: Once Upon a Time in the Midlands
- 2003: Danny Deckchair
- 2004: Vanity Fair – Jahrmarkt der Eitelkeit (Vanity Fair)
- 2004: Enduring Love
- 2004: Not Only But Always (Fernsehfilm)
- 2005: Midsummer Dream (El Sueño de una noche de San Juan, Stimme)
- 2005: Chromophobia
- 2005: The Undertaker
- 2006: Garfield 2 (Garfield: A Tail of Two Kitties, Stimme)
- 2007: Ein Song zum Verlieben (Four Last Songs)
- 2007: Hannibal Rising – Wie alles begann (Hannibal Rising)
- 2007: Elizabeth – Das goldene Königreich (Elizabeth: The Golden Age)
- 2008: Come Here Today
- 2008: A Number (Fernsehfilm)
- 2008: Informers
- 2009: Radio Rock Revolution (The Boat That Rocked)
- 2009: Mr. Nobody
- 2010: Greenberg
- 2010: Exit Through the Gift Shop (als Sprecher)
- 2010: Mr. Nice
- 2010: Eine zauberhafte Nanny – Knall auf Fall in ein neues Abenteuer (Nanny McPhee and the Big Bang)
- 2010: Passion Play
- 2010: Harry Potter und die Heiligtümer des Todes – Teil 1 (Harry Potter and the Deathly Hallows: Part 1)
- 2011: Anonymus
- 2012: Fast verheiratet (The Five-Year Engagement)
- 2012: The Amazing Spider-Man
- 2013: Another Me – Mein zweites Ich (Another Me)
- 2014: Broadway Therapy (She’s Funny That Way)
- 2014: Serena
- 2014: Madame Bovary
- 2016: Alice im Wunderland: Hinter den Spiegeln (Alice Through the Looking Glass)
- 2016: Snowden
- 2019: Official Secrets
- 2020: Die Misswahl – Der Beginn einer Revolution (Misbehaviour)
- 2021: Spider-Man: No Way Home
- 2021: The King’s Man: The Beginning (The King’s Man)
- 2021: The Phantom of the Open
- 2023: Nyad
- 2024: Venom: The Last Dance
- 2025: Inheritance

### Serien
- 1991: Spatz (2 Episoden)
- 1993: Nightshift (Episode 1x01)
- 1997: Trial & Retribution (Episoden 1x01–1x02)
- 2008: The Last Word Monologues (Episode 1x02)
- 2011: Neverland – Reise in das Land der Abenteuer (Neverland, Miniserie)
- 2013–2014: Elementary (7 Episoden)
- 2016–2019: Berlin Station (24 Episoden)
- seit 2022: House of the Dragon